# Мілтон (Західна Вірджинія)
Мілтон (англ. Milton) — місто (англ. town) в США, в окрузі Кабелл штату Західна Вірджинія. Населення — 2811 особа (2020).

## Географія
Мілтон розташований за координатами 38°26′6″ пн. ш. 82°8′16″ зх. д. / 38.43500° пн. ш. 82.13778° зх. д. (38.435073, -82.137672).  За даними Бюро перепису населення США в 2010 році місто мало площу 4,10 км², з яких 3,99 км² — суходіл та 0,11 км² — водойми.

## Демографія
Згідно з переписом 2010 року, у місті мешкали 2423 особи в 1132 домогосподарствах у складі 666 родин. Густота населення становила 591 особа/км².  Було 1243 помешкання (303/км²).
Расовий склад населення:
| - 97,6 % — білих - 0,7 % — чорних або афроамериканців - 0,1 % — азіатів |

До двох чи більше рас належало 1,0 %. Частка іспаномовних становила 1,0 % від усіх жителів.
За віковим діапазоном населення розподілялося таким чином: 20,5 % — особи молодші 18 років, 61,0 % — особи у віці 18—64 років, 18,5 % — особи у віці 65 років та старші. Медіана віку мешканця становила 42,2 року. На 100 осіб жіночої статі у місті припадало 87,7 чоловіків;  на 100 жінок у віці від 18 років та старших — 81,3 чоловіків також старших 18 років.
Середній дохід на одне домашнє господарство  становив 48 001 долар США (медіана — 35 500), а середній дохід на одну сім'ю — 56 813 долари (медіана — 50 066). Медіана доходів становила 40 403 долари для чоловіків та 32 762 долари для жінок. За межею бідності перебувало 21,0 % осіб, у тому числі 37,7 % дітей у віці до 18 років та 7,7 % осіб у віці 65 років та старших.
Цивільне працевлаштоване населення становило 1099 осіб. Основні галузі зайнятості: освіта, охорона здоров'я та соціальна допомога — 25,3 %, роздрібна торгівля — 17,9 %, мистецтво, розваги та відпочинок — 11,1 %, публічна адміністрація — 8,3 %.